# Gunilla Brydolf
Gunilla Märta Elsa Brydolf, född 18 april 1937 i Sankt Peters klosters församling i Lund, död 3 juli 2020 i Fässbergs distrikt i Mölndal, var en svensk jurist. Hon var dotter till Owe Brydolf och Christina Söderling-Brydolf.
Brydolf blev juris kandidat vid Stockholms universitet 1963 och genomförde tingstjänstgöring 1964–1967. Hon blev länsnotarie vid länsstyrelsen i Göteborgs och Bohus län 1967, kammarrättsassessor vid kammarrätten i Göteborg 1972, kammarrättsråd där 1975 och lagman i länsrätten i Älvsborgs län 1995. Hon valdes till ledamot av styrelsen för Sveriges Domareförbund 1980.
Hon gifte sig 1965 med reklamkonsulenten Lars Berg och 1975 med lagmannen Arnold Joelsson.